# Osmia reginae
Osmia reginae är en biart som beskrevs av Cockerell 1932. Osmia reginae ingår i släktet murarbin, och familjen buksamlarbin. Inga underarter finns listade i Catalogue of Life.